# 악티움 해전
악티움 해전은 안토니우스의 내전 기간에 일어난 해전으로, 마르쿠스 안토니우스와 이집트의 클레오파트라 여왕의 연합 함대와 옥타비아누스의 함대가 교전했다. 기원전 31년 9월 2일 그리스의 악티움 곶 인근 이오니아해에서 전투가 발발했다.
옥타비아누스의 승리는 로마와 로마의 영토에 대한 옥타비아누스의 세력을 확고히 하게 했다. 그는 프린켑스 ("제1 시민")라는 칭호를 택했고 기원전 27년에는 원로원으로부터 아우구스투스 ("존엄한 자")라는 칭호를 수여받았다. 이 칭호는 후세에 그의 이름이 되었다. 아우구스투스로서, 그는 복원한 공화정의 지도자의 과시적 요소들을 자제했으나, 역사가들은 그의 권력 강화와 앞서 언급한 존칭들의 채택을 보통 로마 공화정 시대의 종말이자 로마 제정 시대의 시작으로 본다.

## 전조

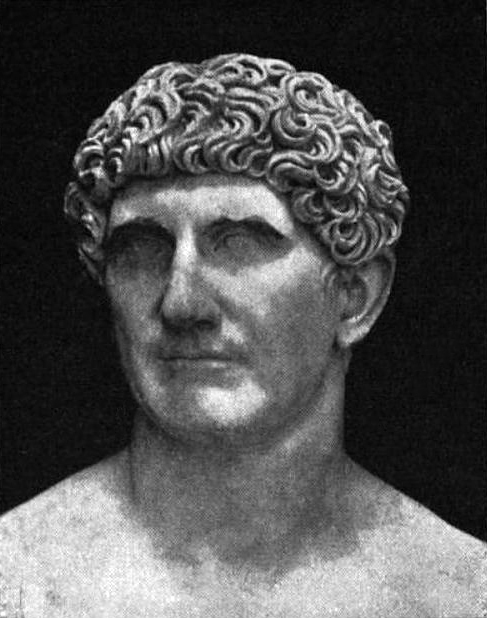
집정관이자 삼두정치가 마르쿠스 안토니우스의 로마 시대 흉상, 바티칸 박물관

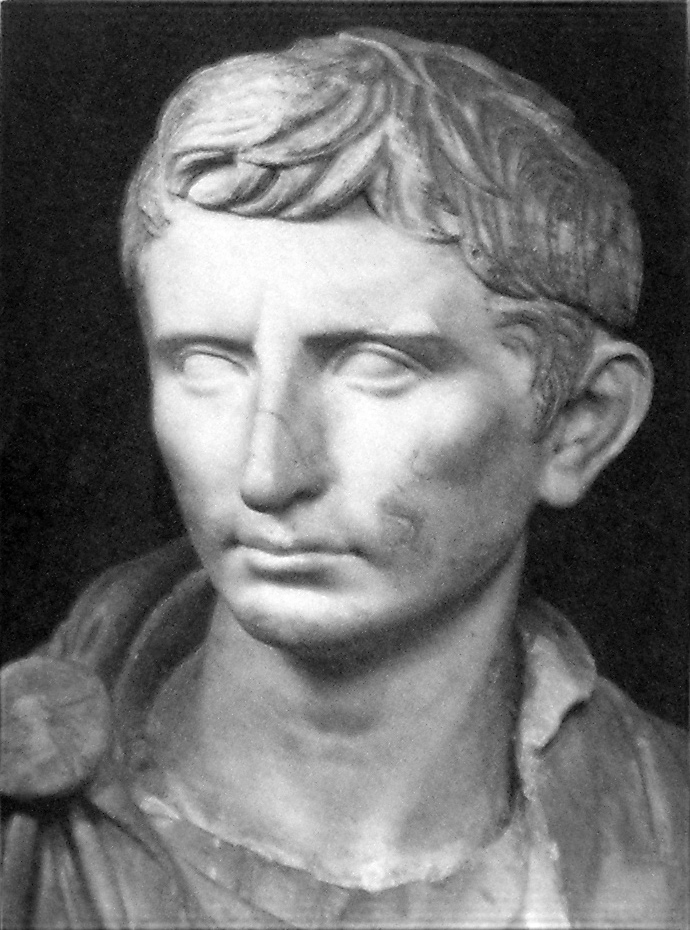
복원된 젊은 옥타비아누스 시절 아우구스투스의 조각상 (기원전 30년경 작)

흔히 제2차 삼두정치라고 알려진, 옥타비아누스, 마르쿠스 안토니우스, 마르쿠스 레피두스간의 동맹이 기원전 38년에 5년 연장되었다. 그러나 이 삼두정치 체제는 옥타비아누스가 율리우스 카이사르의 아들이라 주장되던, 카이사리온과 이집트의 여왕 클레오파트라 7세를 자신의 권력에 최대 위협으로 보면서 깨지게 된다. 이 사태는 삼두정치 체제의 나머지에서 가장 영향력 있는 인물이던 마르쿠스 안토니우스가 옥타비아누스의 누이 옥타비아 미노르이기도 했던 그의 아내를 버리면서 일어났다. 그후에 그는 클레오파트라와 장기간 연애를 시작하기 위해 이집트로 갔고, 사실상의 카이사리온의 양아버지가 되었다.

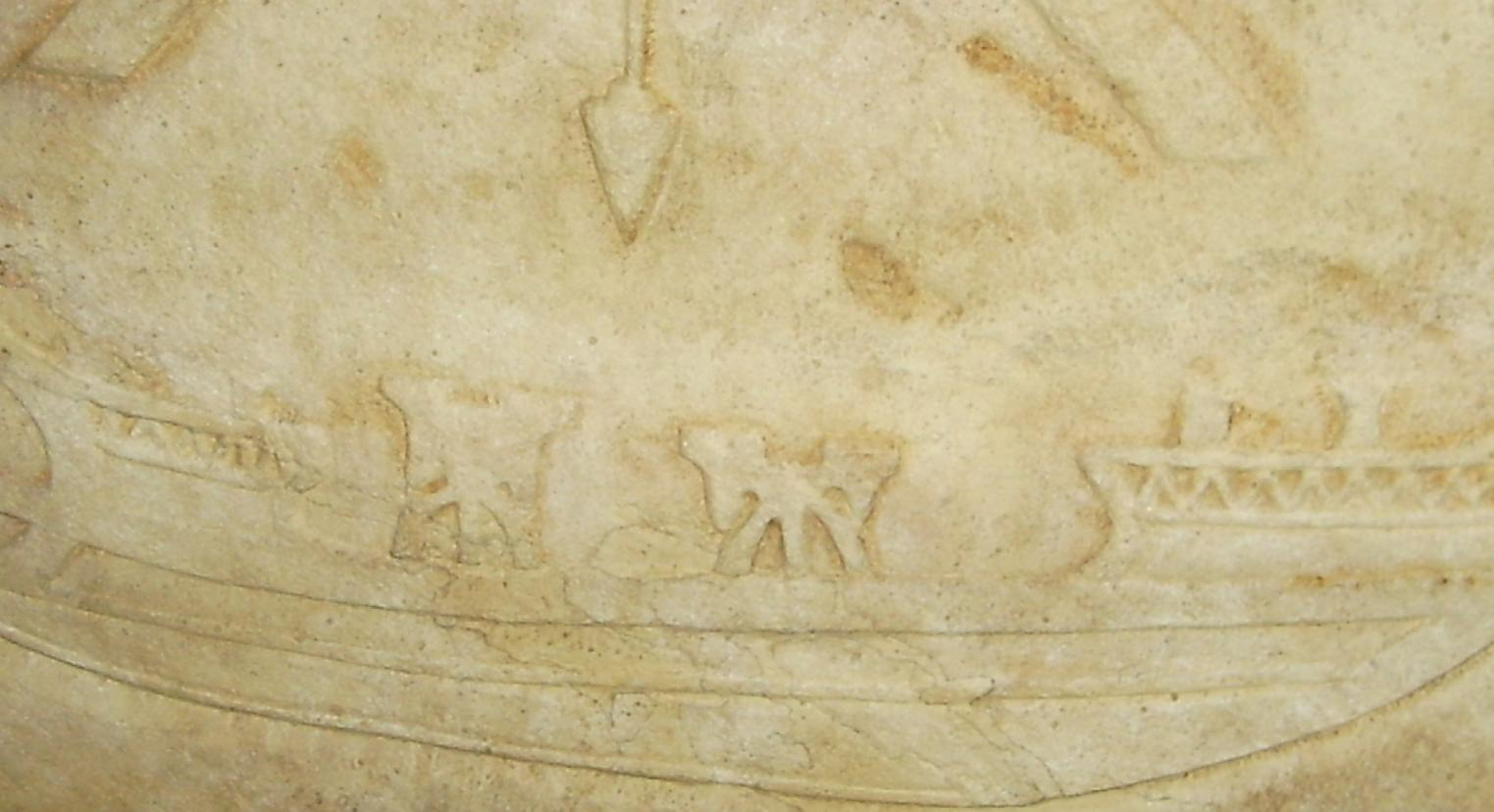
발리스타를 실은 로마 시대의 배

옥타비아누스의 명성과, 더욱 중요했던 그의 군단들의 충성심은 19살의 옥타비아누스를 카이사르의 유일한 아들이자 그의 막대한 재산에 대한 단독의 합법적인 후계자로서 인정된, 기원전 44년 율리우스 카이사르의 유산 덕에 초기에 힘입은 것이었다. 안토니우스는 카이사르의 군대에서 가장 핵심적이고 가장 성공한 고위 장교 (마기스테르 에퀴툼)이었고, 그의 군 경력 덕에, 카이사르의 병사들과 퇴역병들의 상당한 몫의 정치적 지지를 획득했다. 옥타비아누스와 안토니우스는 카이사르의 암살 이후에 이어진 리베라토레스의 내전에서 공공의 적에 맞서 같이 싸웠다.
옥타비아누스와 협력을 한 지 몇 년 후, 안토니우스는 독립적으로 활동하기 시작했고, 마침내 그가 로마의 단독 지배자가 되려한다는 경쟁자들의 의심을 불러일으켰다. 그가 옥타비아 미노르를 떠나 클레오파트라의 정식 배우자가 되러 알렉산드리아로 떠날 때, 그는 많은 로마 정치인들이 동방 영토에 많은 로마 군단들이 그의 통수권 하에 있는 상태로, 그가 이집트와 나머지 동방 왕국들의 무제한적인 지배자가 되려한다고 믿게 했다. 옥타비아누스의 명성에 대한 개인적 도전으로서, 안토니우스는 카이사르의 유산에서 카이사리온을 언급하지 않았음에도 카이사리온이 진정한 카이사르의 후계자로 인정받게 하려 했다. 안토니우스와 클레오파트라는 "왕중왕"이라는 칭호를 부여하며, 공식적으로, 기원전 34년에 당시에 13살이던 카이사리온에게 힘을 실어주었다 (알렉산드리아 증여). 카이사르의 아들이라는, 이러한 권한은 로마 공화정 전통에 위협으로 느껴졌다. 안토니우스가 카이사르에게 한 때 디아뎀을 제안했다는 것이 공공연하게 믿어지게 됐다. 따라서, 옥타비아누스는 안토니우스를 로마의 적이라 비난하고, 그가 카이사리온을 대신하여 로마 제국 전체를 개인 왕국으로 만들려고 한다 주장하며, 로마 원로원을 피하려한다며, 프로파간다를 시작했다. 또한 안토니우스가 로마의 수도를 알렉산드리아로 옮기려 한다는 말도 있었다.
제2차 삼두정치 체제가 기원전 33년의 마지막 날에 공식적으로 만료됨에 따라, 안토니우스는 원로원에 자신은 삼두정치가로 재임명되지 않기를 바라지 않는다는 서한을 보냈다. 그는 원로원으로부터 자신과 비슷한 방식으로 그가 지닌 지위를 포기하지 않을 것이라 생각하던 옥타비아누스의 야망에 맞서는 원로원의 지도자로 여겨지기를 바랐다. 더군다나 두 명의 상호 불신의 원인들은 악화되어만 갔다. 안토니우스는 옥타비아누스가 레피두스의 권한을 박탈하는 과정, 섹스투스 폼페이우스가 지녔던 영토를 차지한 것, 자신에게 군단의 절반을 보내지 않은 채로 자신을 위해 군대를 모집한 것에 대해 그가 가진 권한을 넘어섰다고 비난했다. 옥타비아누스는 안토니우스가 이집트에 있어야할 권한이 없고, 안토니우스가 벌인 섹스투스 폼페이우스의 처형은 불법이며, 아르메니아의 왕에 대한 그의 반역은 로마의 이름에 있어 불명예이고, 그가 합의에 따라 로마로 보내도록한 전리품들의 절반을 보내지 않았으며, 클레오파트라와 접촉 및 카이사리온을 카이사르의 적자로 인정한 것이 자신의 직책에 대한 모욕이었고 자기 자신에게도 위협이라며 비난했다.
기원전 32년에 원로원의 3분에 1과 그나이우스 도미티우스 아헤노바르바수와 가이우스 소시우스 등 두 집정관은 안토니우스와 동맹을 맺었다. 집정관들은 안토니우스의 요구 사항 내용을 비밀에 붙이기로 결정하다. 아헤노바르부스는 계속 침묵하기를 바랐던 것으로 보인 반면 가이우스 소시우스는 1월 1일에 안토니우스를 지지하는 화려한 연설을 했고 안토니우스의 행위에 대한 진술 확인이 호민관에게 거부된 것이라 아니라 주장했다. 옥타비아누스가 원로원 회의에 참여는 안 했지만, 다음 회의에서 두 집정관들이 안토니우스를 도우러 로마를 떠날 정도로 그런 성격의 회답이 나왔으며, 옥타비아와 공개적으로 이혼을 한 뒤에, 이 소식을 들었을 때, 안토니우스는 클레오파트라와 에페소스에 간 상태였고, 그곳에서 동방의 다른 모든 곳에서 모은 대규모 함대가 있었으며, 이 함대는 클레오파트라가 많은 비중을 부담했다. 사모스에서 동맹군과 머무른, 안토니우스는 아테네로 이동했다. 아르메니아에 있었던 그의 육군 병력도 아시아의 해안가로 내려왔고 푸블리우스 카니디우스 크라수스하에 배속됐다.
옥타비아누스는 안토니우스의 전략 준비에 대해서 뒤쳐지지 않았다. 옥타비아누스의 부관 아그리파가 안토니우스와 동맹이던 그리스 도시 메토네를 점령한 기원전 32년에 군사 작전이 실시되었다. 그와 동시에 루키우스 무나티우스 플란쿠스에 의해 옥타비아누스에게 전해진 안토니우스의 의도 공개 및 사모스섬에서 준비하고 있던 것과 어떻게 안토니우스가 클레오파트라의 수행원으로서 효과적으로 활동했는지를 로마에 조심스럽게 알리며, 옥타비아누스는 안토니우스가 임명되어 있던 기원전 31년의 집정관 직위에서 안토니우스를 손쉽게 폐위시켜냄으로써 격렬한 분노의 감정을 유발해냈다. 집정관 직위 해제시킨 것 외에도, 옥타비아누스는 클레오파트라를 상대로 선전포고 투표를 이끌어내었으며, 이것은 안토니우스의 이름이 호명되지는 않았으나 그를 의도로 한 것으로 이해되었다. 선전포고를 발표하는 중에, 원로원은 안토니우스가 지닌 어떠한 법적 권리도 모두 박탈했다.

## 전투
안토니우스는 기원전 32년 말경에 이탈리아 상륙 공격을 벌일 의도를 했었고, 코르키라섬까지 이동했다. 그러나 옥타비아누스의 함대가 바다를 지키고 있는 것을 본, 그는 파트라이에서 겨울을 나기 위해 후퇴했고 반면에 그의 함대 대부분은 암브라키코스만에 배치되었고 육군 병력은 악티움 곶 인근에서 야영하고 있었으며, 암브라키코스만으로 들어가는 좁은 해협의 반대편은 감시탑과 병사들의 감시하에 있었다.
옥타비아누스의 안토니우스와 회담 제안이 경멸적으로 거절된 후, 양측은 다음 해에 대한 분쟁 준비를 했다. 처음 몇 달은 안토니우스의 주의를 분산시키기 위해 아그리파의 일부 성공적인 그리스 해안가 약탈을 빼면 별 특별한 사건 없이 지나갔다. 아그리파의 공격은 아우구스투스의 군대가 해협 북쪽에 있는 안토니우스의 주둔지 근처에 상륙할 때까지 지속되었다. 그러나 안토니우스는 이 공격에 대한 대응할 수 없었다. 그의 총 병력들이 그의 동맹군과 그의 함선들이 겨울을 나고 있던 여러 곳들에서 이곳으로 도착하는 데에 몇 달이 걸렸기 때문이었다. 이 기간에 아그리파는 그리스 해안가 도시들을 향한 공격을 계속했고, 옥타비아누스의 병력은 여러 곳에서 성공적인 기병 습격을 벌였으며, 이에 안토니우스는 암브라키코스만과 이오니아해 사이에 있는 해협 북쪽 지역을 포기했고 그의 병력을 남쪽 주둔지에만 있도록 제한했다. 이때 클레오파트라는 안토니우스에게 수비 병력들이 중요 도시들에 있어야 하며 주 함대가 알렉산드리아로 복귀해야한다고 진심으로 조언했다. 이집트가 부담하고 있던 거대한 병력들도 안토니우스에 대한 클레오파트라의 개인적인 제안 못지 않게 그녀의 조언에 무게를 실어주었고 이 제안을 받아들인 것으로 보인다.
옥타비아누스는 이 사실을 알고 이것을 어떻게 막을지 논의했다. 처음에는 안토니우스가 가게 내두고 그 다음에 공격하는 것인데, 아그리파가 공격을 하자는 제안에 설득됐다. 9월 1일에 그는 함대에 전갈을 보내, 전투 준비를 시켰다. 그 다음날은 축축하고 바다는 거셌다. 전투 준비를 위한 나팔 신호가 울렸을 때, 안토니우스의 함대는 해협에서 나오기 시작했고 함선들은 줄을 맞춰 움직이고 있었으며 아직 나오지 못하고 많이 남아있었다. 잠시 주저를 하다가 옥타비아누스는 수송선들에 오른쪽으로 향하라 명령하여 적들의 함선을 앞질렀다. 포위당할 것을 우려한 안토니우스는 공격 명령을 내릴 수밖에 없었다.

### 전투서열

전투서열.

두 함대는 기원전 31년 9월 2일 아침 악티움만 (오늘날 프레베자) 밖에서 만났다. 안토니우스의 함대는 500척이었고, 그중에 230척은 완전 무장한 병사들과 함께 탑이 달린 전투 갤리였다. 그는 해협을 통해 이 함대를 열린 바다로 이끌었다. 옥타비아누스는 대략 250척의 군함이 있었다. 그의 함대는 해협 너머에서 기다리고 있었고, 함대의 좌익을 이끌고 있던 경험이 풍부한 지휘관 아그리파가 지휘했으며, 루키우스 아룬티우스는 함대의 중앙을 맡았으며, 마르쿠스 루리우스가 우익을 지휘했다. 티투스 스타틸리우스 타우루스는 옥타비아누스의 지상 병력을 이끌었고, 그는 해안가에서 해협의 북쪽까지 전투를 관찰했다. 클레오파트라의 함대가 로마의 함대 뒤에 배치된 채, 안토니우스와 겔리우스 푸블리콜라는 안토니우스 함대의 우익을 지휘했고, 마르쿠스 옥타비옥스와 마르쿠스 인스테이우스는 중앙을 지휘했다. 가이우스 소시우스는 초기에 함대의 좌익쪽에서 공격을 펼쳤고, 안토니우스의 최고 부관 푸블리우스 카니디우스 크라수스는 지상군 병력을 맡았다.
펠링은 안토니우스 측의 전직 집정관 두 명이 양 쪽의 날개들을 지휘하고 있었다는 것이 중대한 행동이 일어날 것이라 예상되었던 지점이 그곳이었음을 나타낸다고 언급했다. 안토니우스의 중앙을 지휘하던 옥타비우스와 인스테이우스는 중요한 지점이 아니었다.

### 교전
안토니우스는 옥타비아누스에 비해서 수적으로 부족했다. 그래서 수적으로 부족한 것을 그의 함선들이 옥타비아누스 함선보다 무겁고 넓어, 이상적인 무기이었던 로마의 표준 전투선인 큉퀘레메들이었다는 점에서 질로 만회하려 했다. 안토니우스의 기함은, 그의 부관들의 기함과 마찬가지로, "데케레스" (10단노선)였다. "옥테레스"(8단노선)에는 200명의 중무장 해병과 궁병들, 최소한 6대의 발리스타가 있었다. 옥타비아누스의 함선들보다 컸던, 안토니우스의 전투 갤리들은 근접전 시에 올라오기가 매우 어려웠고 그의 병력들은 그들이 탄 함선보다 작고 낮았던 상대 배에 화살을 퍼부을 수 있었다. 갤리의 현두는 청동판과 네모나게 잘린 목제들로 보강되어 있어서, 비슷한 장비를 갖춘 적의 충각 공격을 어렵게 했다. 이러한 전투선을 무력화하는 유일한 방법은 노를 부숴, 움직이지 못하게 하여, 함대의 나머지로부터 고립시키는 것이었다. 안토니우스의 전선들의 주요 약점은 고질적인 것이어서, 함대의 지원에서 고립된 이러한 전함들은, 적들의 배에 올라타지는 공격을 당할 수 있었다. 거기다 안토니우스의 함선들은 노잡이들이 부족했는데, 옥타비아누스 함대가 도착하는 걸 기다리는 중에 심각한 말라리아가 발발했기 때문이었다.
옥타비아누스의 함대는 작은 "리부르나"로 대부분 구성되었다. 비록 작기는 하나, 옥타비아누스의 함선들은 강한 파도에서도 작동이 가능하여, 가까이 접근해, 화살과 발리스타에서 발사된 투석과 함께 갑판 선원들의 공격과 후퇴를 하여, 안토니우스의 함선들을 압도할 수 있었다. 게다가, 옥타비아누스의 선원들이 더 훈련되고, 전문적이며, 보급 및 휴식 부여도 잘 되었다. 중간 크기의 발리스타들은 근접 거리에서 대부분의 함선들의 배면을 꽤뚫을 수 있었고 대략 200 야드의 유효 사정거리 또한 있었다. 대부분의 발리스타 사격은 함선의 갑판에서 싸우는 해병들에 집중되었다.
전투가 일어나기 전, 옥타비아누스에게 변절한, 안토니우스의 장군 중 한 명인 퀸투스 델리우스가 안토니우스의 전투 계획서를 옥타비아누스에게 전했다.
정오가 지난지 얼마 안되어, 안토니우스는 곶의 방어선에서 그의 전선(戰線)을 늘려야만 했고 마침내 적들과 교전했다. 옥타비아누스의 함대는 이걸 보고 바다로 출항했다. 안토니우스는 그의 전선 북쪽 끝에 있던 아그리파의 날개 부분을 그의 거대한 함선으로 몰아내려고 했으나, 이 전략을 알던 옥타비아누스의 함대 전체는 거리를 유지했다. 정오 쯤에 옥타비아누스의 함대는 진형을 갖추었으나, 옥타비아누스가 철수하기를 거부했고, 그러자 안토니우스는 공격할 수밖에 없었다. 전투는 결정적 결과 없이 오후내내 진행됐다.
후방에 있던 클레오파트라의 함대는 교전없이 외양으로 후퇴했다. 해륙풍이 오른쪽 방향에서 불어왔고 이집트의 함선들른 곧 시야에서 사라졌다. Lange는 클레오파트라 함대의 후퇴가 없었더라면 안토니우스가 승리할 수 있었을지 모른다고 주장했다.
안토니우스는 클레오파트라의 퇴각 신호를 보지 못 했고, 순전히 공황 상태이며 모든 것을 잃었다고 믿어, 퇴각하는 클레오파트라의 함대를 뒤쫓았다. 공포심이 급속히 퍼졌고, 곳곳의 돛들이 펼쳐지고 나무판에 실어 이동되는 탑들과 다른 중형 공격 장비들도 배들 목격되었다. 일부는 계속 싸웠지만, 많은 배들이 그들을 향해 던져진 횃불에 불이 붙어 타오른 해질녘이 되어서야 끝이 났다. 안토니우스는 더 이상 어떻게 할 수 없는 그의 배들을 불태웠고, 동시에 필사적으로 남은 인원들을 결집했다. 많은 노잡이들이 죽거나 더이상의 활동을 하기가 부적합해서, 8단 노선에 적합한 강력한 충각 공격 전술이 불가능했다. 안토니우스는 함기와 함께 작은 배들로 갈아타고 가까스로 벗어났으며, 옥타비아누스의 전열을 뚫기 위해 도와줄 호위함으로 몇 척의 배들을 데려갔다. 남겨진 함선들은 포획되거나 침몰했다.
J.M. 카터는 악티움 해전에 대한 다른 해설을 제기했다. 그는 안토니우스가 적들에게 포위되었고 달아날 곳이 없다는 걸 알고 있었다고 주장했다. 이러한 상황을 자신의 장점으로 돌리기 위해, 그는 편자 모양에 가까운 대형으로 자신의 주위에 함선들을 결집했고, 안정성을 위해 만 가까이에 머물렀다. 이 상황에서 옥타비아누스의 함선들이 안토니우스의 함선에 접근하면, 바다가 옥타비아누스의 함선을 만으로 밀어낼 것이다. 안토니우스는 자신이 옥타비아누스의 병력을 이길 수 없다는 걸 직감했고, 그리하여 그와 클레오파트라는 대형의 후방에 머물렀다. 결국에 안토니우스는 공격하기 위해 대형의 북쪽으로 함선을 보냈다. 그는 함선들을 북쪽으로 이동하게 했고, 이때까지 촘촘하게 배치되어 있던 옥타비아누스의 함선들을 흩어놓았다. 그는 남아 있는 적들의 함선을 흩어 놓기 위해 가이우스 소시우스를 남쪽으로 보냈다. 이로 인해 옥타비아누스의 대형 가운데에 구멍이 생기게 되었다. 안토니우스는 이 기회를 포착했고, 그의 전체 병력을 버려둔 채, 다른 배에 타고 있던 클레오파트라와 함께, 그 틈을 서둘러 통과해 달아났다고 한다.
전투 종료와 함께, 옥타비아누스는 직접 불타는 배에서 병사들을 구하는데 전념했고 배에서 꼬박 하룻밤을 보내야만 했다. 다음날에 달아나지 않은 많은 육상 병력들은 항복하거나 마케도니아 방향 퇴각을 하다가 항복하게 되면서, 안토니우스의 주둔지는 점령당했고, 전쟁의 막이 내려지게 되었다.

## 여파

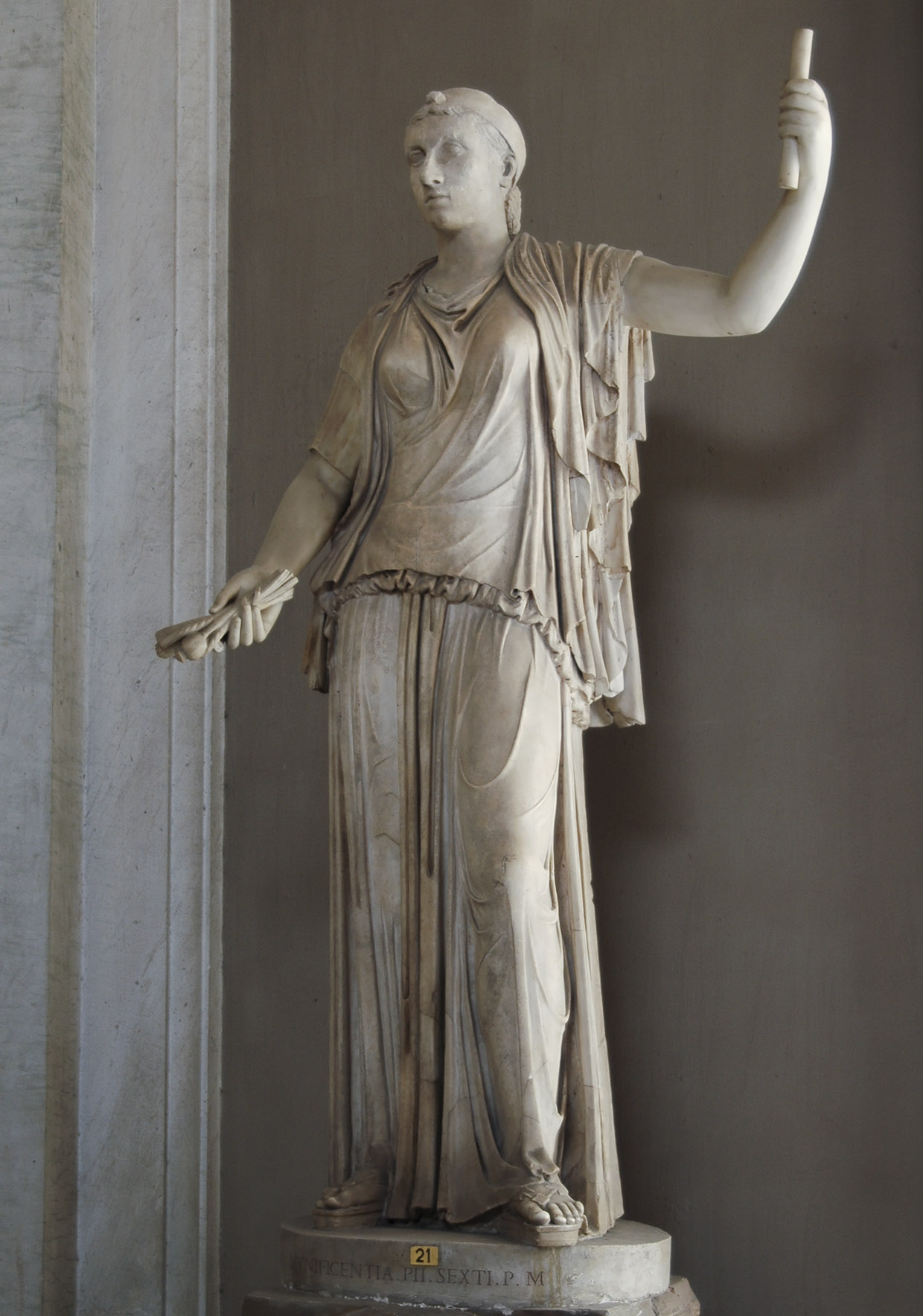
디아뎀과 주화와 대리석상의 모습과 유사한 '멜론' 모양 머리모양을 한 클레오파트라의 로마시대 조각상의 복원품으로, 카시아 가도를 따라, 로마의 톰바 디 네로네에서 발견됨. 비오 클레멘스 박물관에서 소장

악티움 전투의 정치적 결과는 지대한 영향을 미쳤다. 악티움 이전에 안토니우스는 옥타비아누스와 육상 전투가 가능했었는데, 어둠을 틈타 19개의 군단과 12,000명의 기병이 이탈했다. 따라서 안토니우스는 함대를 잃은 후에, 옥타비아누스의 병력과 필적했던 그의 병력이 사라졌다. 안토니우스는 자신이 가진 임페리움을 포기하지 않았지만, 그는 도망자이자 집정관이라는 존재와 그 이전에 원로원 의원들이 부여해준 법적 지위의 그림자에서 벗어난 반란자였다. 해전에서 승리한 함대의 일부가 그를 추격했고, 옥타비아누스는 브룬디시움에서 일어난 폭동을 진압하고 토지 분배를 중재해야하기 임무가 있었지만, 그리스와 아시아 지역을 방문했고 사모스섬에서 겨울을 보냈다.
사모스섬에서 옥타비아누스는 황금으로 된 왕관과 왕좌 등의 선물과 함께 클레오파트라의 서신을 받았고, 아들을 위해 퇴위하라는 제안을 했다. 그녀는 옥타비아누스가 그의 개선식을 위해 자신을 확보하는 데에 열중하고 있다는 것을 믿을 수밖에 없었다. 자신이 완전히 파멸했다는 걸 깨달은, 안토니우스는 피나리우스 지휘하에 파라이토니움(Paraetonium)에서 주둔하던 군대를 확보하려는 헛된 시도와 옥타비아누스에게 돈과 함께 자신의 장자 안틸리우스를 보내 아테네에서 일반 시민으로서 살게 해달라는 제안을 보낸 후, 봄이 되던 때 양측에서 공격받고 있음을 알게 되었다. 코르넬리우스 갈루스가 파라이토니움에서 진격해오고 옥타비아누스는 잠재적으로 클레오파트라의 묵인하에 펠루시움 (Pelusium)에 상륙했다. 안토니우스는 갈루스에게 패배하며, 이집트로 복귀하는데, 펠루시움으로 향했다.
기원전 30년 7월 31일 알렉산드리아에서 승리에도, 더 많은 안토니우스의 병력들이 피해를 입으며, 안토니우스가 옥타비아누스에게 맞설 병력이 부족해졌다. 옥타비아누스의 지친 병력들을 상대로 잠깐의 승리를 거둔 것이 그로 하여금 총공격을 부추겼고, 이 공격에서 그는 치명적인 패배를 했다. 배에서 탈출하려던 것이 실패하자, 그는 클레오파르타가 자살을 시도했다고 하는, 그녀가 직접 퍼트린 거짓 소식을 믿고, 직접 자신의 배를 칼로 찔렀다. 그는 바로 죽지는 않았고, 클레오파트라가 여전히 살아있다는 사실을 알게되자, 그녀가 숨어있는 마우솔레움으로 자신을 데려가라 명령했고, 그녀의 품 안에서 죽었다. 클레오파트라는 얼마 안 있어 궁정으로 이동하여 옥타비아누스에게 자비를 배풀어달라는 헛된 시도를 했다.
클레오파트라는 기원전 30년 8월 12일에 스스로 목숨을 끊었다. 대부분의 문헌들은 그녀가 무화과 바구니에 넣어 전달된 독사에 물려 생을 마감했다고 전한다. 옥타비아누스는 카이사리온을 몇 달 뒤에 죽이며, 카이사르의 유일한 '아들'이라는 유산을 마침내 지켜낸다.
악티움에서 승리는 옥타비아누스에게 유일하고 논란의 여지가 없는 "마레 노스트룸" (Mare Nostrum, 우리의 바다, 다시 말하여 로마의 지중해)에 대한 지배권을 가져다주었고 그는 "아우구스투스 카이사르"이자 로마의 "제1 시민"이 되었다. 모든 로마의 권력 기관에 대해 그의 권력을 돈독히 한 이 승리는 로마의 공화정에서 제정으로 전환을 확실히 했다. 클레오파트라의 사후 이어진 이집트의 항복은 헬레니즘 시대와 프톨레마이오스 왕국의 종말로 이어졌고, 이집트는 로마 속주로 전환되었다.

## 참고 서적
- Carter, John M. (1970). 《The Battle of Actium: The Rise & Triumph of Augustus Caesar》. Hamilton. ISBN 0241015162. OCLC 77602.
- David, Rosalie; David, Anthony E. (2002). 《A Biographical Dictionary of Ancient Egypt》. Routledge. ISBN 978-1135377045.
- Everitt, Anthony (2006), 《Augustus: The Life of Rome's First Emperor》, New York: Random House, ISBN 1-4000-6128-8
- Kebric, Robert B. (2005). 《Roman People》. McGraw-Hill. ISBN 978-0072869040.
- Pelling, C.B.R., 편집. (1988). 《Plutarch: Life of Antony》. Cambridge University Press. ISBN 0-521-24066-2.
- Potter, D.S. (2009). 《Rome in the Ancient World: From Romulus to Justinian》. Thames & Hudson. ISBN 978-0500251522.
- Scullard, H. H. (2013). 《From the Gracchi to Nero: A History of Rome 133 BC to AD 68》. Routledge. ISBN 978-1136783876.
- Shuckburgh, Evelyn Shirley (1917). 《A History of Rome to the Battle of Actium》 (영어). New York: Macmillan and Company. This article incorporates text from this source, which is in the public domain.

## 추가 서적
- Military Heritage published a feature about the Battle of Actium (Joseph M. Horodyski, August 2005, Volume 7, No. 1, pp. 58–63, 78), ISSN 1524-8666.
- Califf, David J. (2004). 《Battle of Actium》. Chelsea House Publishers. ISBN 0791074404. OCLC 52312409.
- Green, Peter (1990). 《Alexander to Actium: The Historical Evolution of the Hellenistic Age》. University of California Press. ISBN 0520056116. OCLC 13332042.
- Gurval, Robert Alan (1995). 《Actium and Augustus: The Politics and Emotions of Civil War》. University of Michigan Press. ISBN 0472105906. OCLC 32093780.
- Sheppard, Si (2009). 《Actium 31 BC: Downfall of Antony and Cleopatra》 (PDF). Oxford: Osprey Publishing (2009년 6월 10일에 출판됨). ISBN 978-1-84603-405-3. 2019년 12월 23일에 원본 문서 (PDF)에서 보존된 문서.